# Iglesia Matriz de El Ángel (Ecuador)
La iglesia matriz de San Miguel de El Ángel es un templo de culto católico ubicado en la provincia de Carchi, Ecuador.
La Iglesia matriz de San Miguel, está emplazada frente al parque 10 de agosto de la ciudad de El Ángel (4.381 Hb), cabecera cantonal del cantón Espejo, provincia del Carchi, en la frontera norte del Ecuador que limita con Colombia. En junio de 1921 se inició la construcción de este templo de estilo neogótico, según los planos y la dirección del sacerdote alemán Carl Brüning.

## Historia
Su avance fue bastante rápido; pues, para 1929, lo tiene casi terminado, a excepción de las torres; sin embargo, en 1933, lo amplía con la nueva sacristía y el proyecto de una capilla lateral, así como en abril de 1937 realiza diseños para la entrada del templo. El 30 de marzo de 1947, César Antonio Mosquera, obispo de la diócesis de Ibarra; León Pío Bravo, vicario de El Ángel, autoridades y pueblo bendicen el nuevo templo y se consolida el culto al Altísimo en este lugar Las torres son de diseño más actual; pero, tanto por la calidad de trabajo de cantería como por el buen diseño, se adaptan con coherencia al conjunto. La iglesia es uno de los más bellos y puros ejemplos del historicismo gótico de Brüning; la volumetría y sus sencillos detalles lo demuestran. Estructuralmente está trabajada en piedra, con tres naves y ábside. Las bóvedas son de quincha; pero, dada la esbeltez de las pilastras intermedias, proyecta pequeños contrafuertes hacia el exterior. Por lo tanto se lo considera un patrimonio cultural